# Jules Bordet

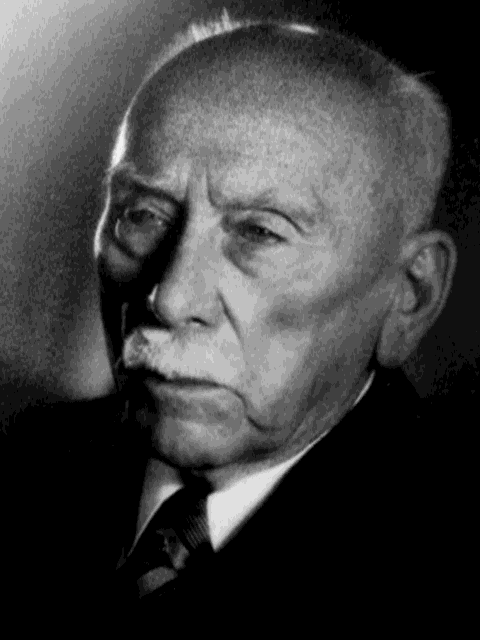
Jules Bordet

Jules Jean Baptiste Vincent Bordet (* 13. Juni 1870 in Soignies, Belgien; † 6. April 1961 in Brüssel, Belgien) war ein belgischer Mediziner; er spezialisierte sich auf die Immunologie und die Bakteriologie. Für seine Entdeckungen auf dem Gebiet der Immunität erhielt er 1919 den Nobelpreis für Medizin. Das Bakterium Bordetella pertussis ist nach ihm benannt.

## Leben

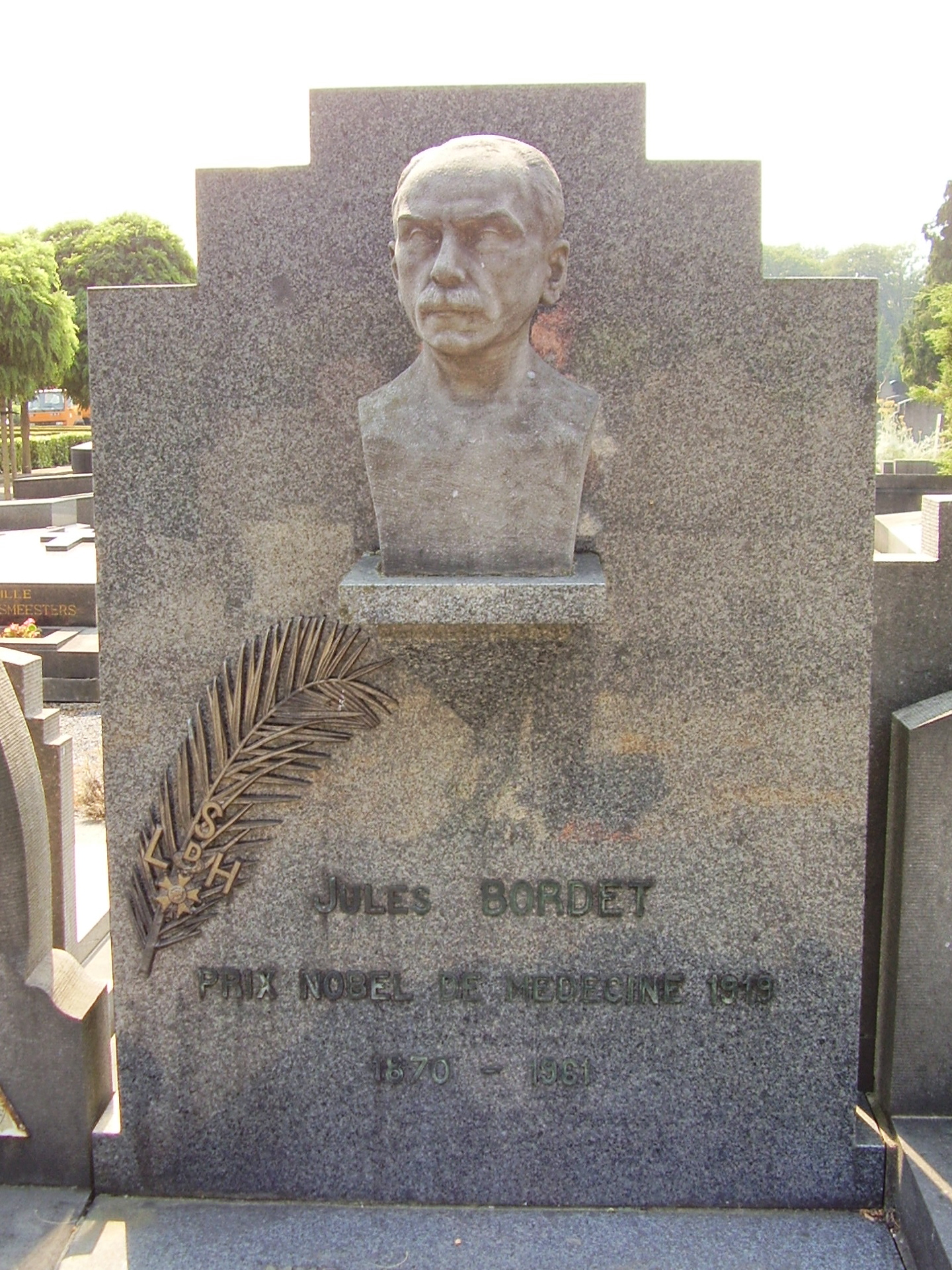
Grabstein Jules Jean Baptiste Vincent Bordet

Jules Bordet war der Sohn eines Lehrers, schrieb sich mit 16 Jahren an der Universität Brüssel ein, wurde 1892 zum Doktor der Medizin promoviert und begann 1894 seine Arbeit am Institut Pasteur in Paris. Er arbeitete im Labor von Elia Metschnikoff, der die Phagozytose von Bakterien durch weiße Blutkörperchen nachweisen konnte. 1898 erklärte er die durch Addition fremden Blutserums hervorgerufene Hämolyse. Ab 1901 arbeitete er im Institut Pasteur in der Nähe von Brüssel.
Im Jahr 1899 heiratete er Marthe Levoz. Aus der Ehe gingen ein Sohn und zwei Töchter hervor.
1900 verließ er Paris, um das Pasteur Institute in Brüssel zu gründen, und fand heraus, dass nicht-spezifische Serum-Komponenten in vivo die anfängliche spezifische Antigen-Antikörper-Reaktion verstärken und in einen wirkungsvolleren Abwehrmechanismus umwandeln. Er entwickelte 1904 eine Theorie der Immunität und nannte diese Komponenten Alexine. Heute sind sie unter dem Namen Komplementsystem bekannt. Der damit entdeckte Prozess der Bindung von Antigen einerseits und Komplement-Produkten andererseits wurde die Basis von Komplementbindungsreaktions-Labortests (KBR-Tests). Damit wurden serologische Tests auf Syphilis möglich. Insbesondere entwickelte August von Wassermann den nach ihm benannten Test. Mit denselben (KBR-)Techniken diagnostiziert man heute zahllose andere Krankheiten. Mit seinem Schwager Octave Gengou isolierte er 1906 Bordetella pertussis in Reinkultur und postulierte es als den Verursacher des Keuchhustens.
1907 wurde er Professor für Bakteriologie an der Université Libre de Bruxelles.
1940 ging er in den Ruhestand, sein Sohn Paul Bordet wurde sein Nachfolger am Institut Pasteur.
Bordet war Freimaurer und Mitglied der Freimaurerloge Les Amis Philanthropes No. 2 in Brüssel.

## Auszeichnungen
Den Nobelpreis für Medizin erhielt er 1919 für seine Entdeckungen auf dem Gebiet der Immunologie. Bordet erhielt die Ehrendoktorwürde der Universitäten Cambridge, Paris, Straßburg, Toulouse, Edinburgh, Nancy, Québec, Fall, Montpellier, Kairo und Athen. Des Weiteren war er Mitglied der Académie royale des Sciences, des Lettres et des Beaux-Arts de Belgique, der Royal Society, der Royal Society of Edinburgh, der Académie nationale de Médecine (Paris), der Académie des sciences, der National Academy of Sciences (USA) und der Deutschen Akademie der Naturforscher Leopoldina.
Der Asteroid (9447) Julesbordet ist nach ihm benannt.